# Широкая Балка (муниципальное образование город Новороссийск)
Широ́кая Ба́лка — село в муниципальном образовании город Новороссийск Краснодарского края России. Входит в состав Мысхакского сельского округа.

## География
Селение расположено на берегу Чёрного моря в 9,5 км к юго-западу от центра Новороссийска, в 4 км к западу от села Мысхако.
Населённый пункт находится на Абрауском полуострове, занимая побережье общей длиной в 3 километра, от северо-западного склона горы Колдун до южного склона горы Острой, и широкое ущелье длиной более 2 км, поднимающееся от моря в сторону Новороссийска. Собственно это ущелье (балка), образованное крутыми склонами гор Острая (316,2 м), Амзай (398,3 м) и Сапун (438,4 м) изначально и называлось русскими переселенцами Широкой Балкой.
На современных топографических картах его продолжение по юго-восточному склону горы Сапун обозначено как щель Широкая Балка, ответвление по западному склону горы Сапун — как щель Спегурева. Вдоль ущелья протекает река Чухабль — ручей шириной около 1 метра.
Улиц четыре: Заречная, Сальская, Федотовская щель и Широкая Балка.
В ущелье выходят множество небольших щелей, которые образуют собой естественный водосток с горной поверхности площадью около 20 квадратных километров и при наличии длительных неблагоприятных погодных условий, в ущелье Широкой Балки возможно образование мощного селевого потока.
Появление селевого потока, но значительно меньшей силы, возможно также в Федотовской щели, расположенной между южной стороной горы Амзай и Северной стороной горы Колдун. В центральной части Широкой Балки такая опасность полностью отсутствует.
В геологическом отношении район полуострова Абрау образован осадочными отложениями мелового и палеогенового периодов. Видимый на обрывах срез горных пород представлен параллельными слоями серых мелкозернистых песчаников, мергеля, алевролитов, глинистых сланцев и темно-серых алевролитовых известняков. Мергель, ограниченный твердыми, не пропускающими воду породами, при контакте с влагой трескается, рассыпается на мелкие зерна, создавая вперемешку с включениями глины — рыхлые слои, способные аккумулировать большое количество воды во время дождей. По этой причине, даже при многомесячной засухе, в горах текут ручьи и лес имеет свежую зелень.
Флора
Горы в районе Широкой Балки покрыты растительностью средиземноморского типа, здесь произрастают: дуб пушистый, дуб низкоствольный, дуб корявый, скумпия, пицундская сосна, туя, держи-дерево, фисташка туполистная, три вида реликтового можжевельника, занесенные в Красную книгу. Многие представители растительного мира Широкой Балки, перечисленные в Красной книге, встречаются только в этом регионе: витекс священный (Авраамово дерево), жимолость этрусская, лен шерстистый, вероника нителистая, шалфей раскрытый, анакамптис пирамидальный и другие.
Фауна
На полуострове Абрау обитают: кавказский благородный олень, пятнистый олень, косуля, кабан, лисица, енотовидная собака, шакал, бурозубка кавказская, белка, ласка, лесная кошка, заяц-русак, домовая мышь и желтогорлая мышь, барсук, лесная куница, каменная куница, средиземноморская черепаха, ёж обыкновенный и другие. Из птиц распространены: перепел, черный гриф, сапсан, стервятник, змееяд, осоед, фазан, ходулочник, короткопалая пищуха, горная овсянка. Имеется 13 видов летучих мышей, среди которых остроухая ночница, внесена в Красную книгу. К морским животным следует отнести дельфинов (афалина, белобочка, азовка), которые являются ежедневными гостями этих пляжей. Из морских птиц распространены чайки, бакланы, несколько видов уток.
Весь рассматриваемый регион является районом нагула, нереста и миграции промысловых рыб, калкана, мерланга, барабули, полей макрофитобентоса, донных сообществ моллюсков, мест скопления околоводных и водоплавающих птиц.
Пляжи
Широкая Балка имеет 3 галечных пляжа общей длиной около 3 километров.

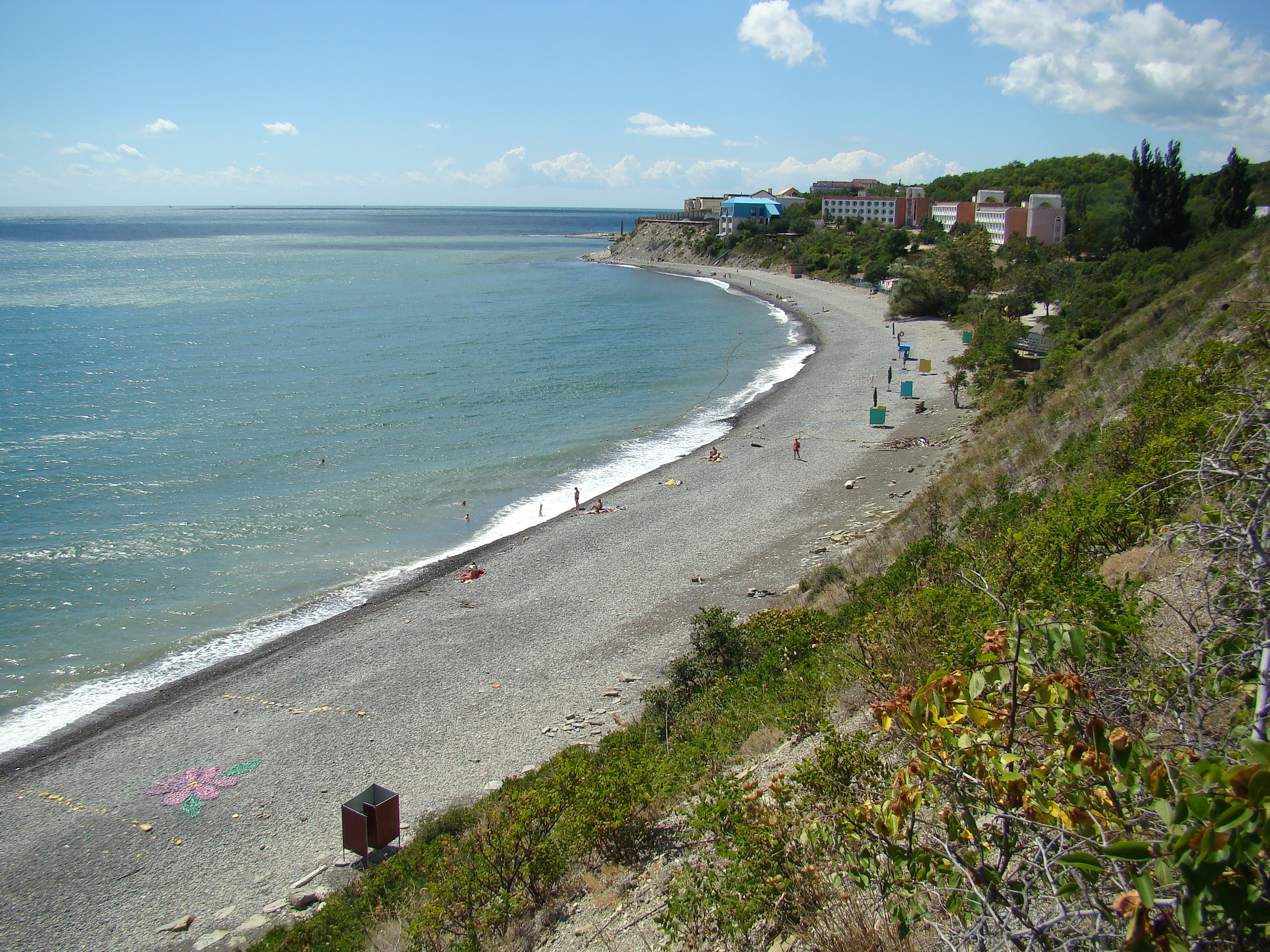
Пляж «Лукоморье» в поселке Широкая Балка, Новороссийск

 Центральный пляж, шириной до 30 метров и длиной более километра, имеет крутое дно, быстро уходящее в глубину. На расстоянии 3 метров от берега, глубина составляет около 2 метров. На пляже имеется много водных аттракционов.

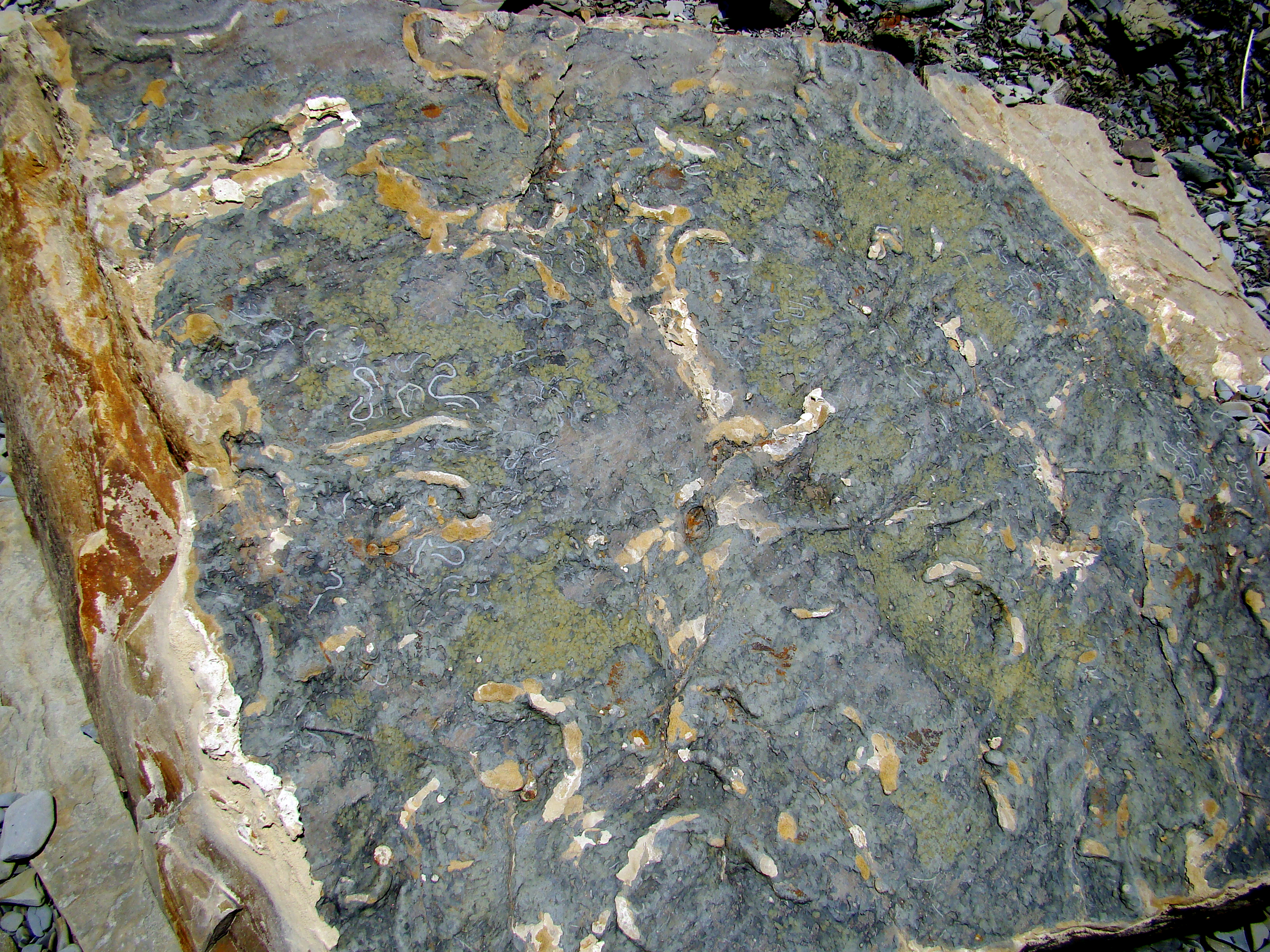
Гиероглифы на камнях, дикий пляж возле пляжа «Лукоморье», Широкая Балка, Новороссийск

Пляж «Лукоморье», расположенный в направлении к селу Мысхако, более приспособлен для детского отдыха, здесь находится детский оздоровительный лагерь. Ширина пляжа около 20 метров, при длина в 900 метров. Над пляжем возвышаются обрывы, в нижнем ярусе которых часто встречаются плиты с гиероглифами — напластованиями в виде различных кривых линий, похожими на древнюю восточную письменность. Однако эти гиероглифы имеют естественное происхождение. За ним, вплоть до Мысхако, идет череда диких пляжей, с многочисленными местами для палаток на обрывах.
Пляж базы отдыха «Прибой» расположен отдельно от центральной части Широкой Балки, по направлению к селу Южная Озереевка. Ширина пляжа составляет около 20 метров, при длине в 800 метров. Над пляжем нависают скалы и обрывы высотой от 40 до 90 метров. Пляж преимущественно состоит из мелкой гальки, встречается морской песок. Дно — пологое. За пляжем базы «Прибой», расположен дикий нудистский пляж длиной около 1,5 километра, который упирается в волнолом новороссийского морского терминала КТК.
Климат
Широкая Балка имеет свой микроклимат, заметно отличающийся от новороссийского. Горы закрывают эти места от холодных (северного и северно-восточного) ветров, поэтому климат здесь существенно мягче. Это место открыто для теплого ветра с юга и юго-запада.
По словам изданного в 1915 году «Иллюстрированного практического путеводителя по Кавказу» Г. Москвича, климат в Широкой Балке «ровный — лето не жаркое и не влажное, зима тёплая, морозов почти не бывает. В декабре цветут левкои…».

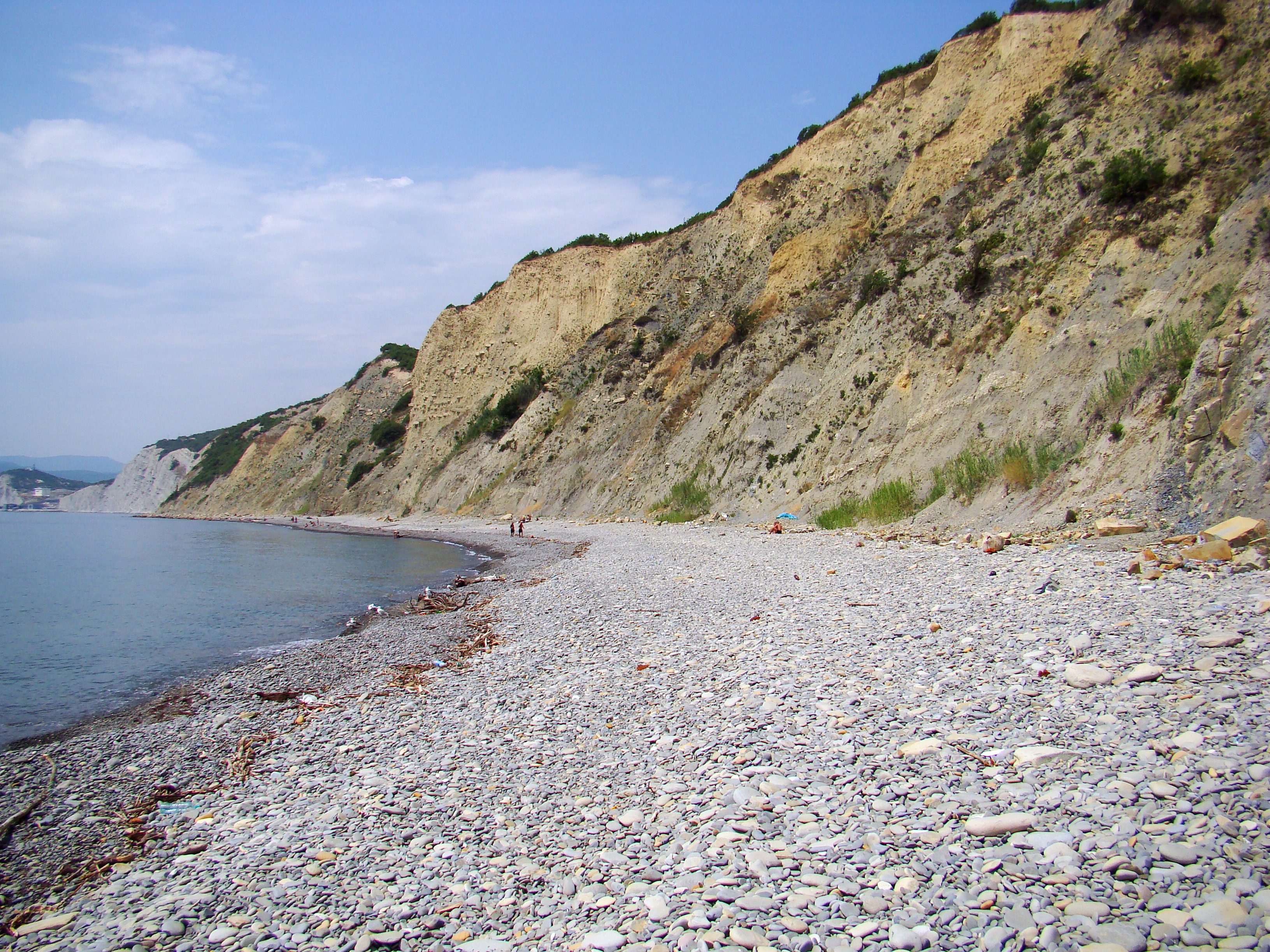
Пляж базы отдыха «Прибой», Широкая Балка, Новороссийск

Глубины моря на расстоянии около 14 км от берега составляют уже более 1 километра, что в значительной степени определяет зависимость температуры морской воды от направления глубоководных течений.
Морское прибрежное течение здесь направлено от Мысхако в сторону Южной Озереевки, скорость течения возле берега составляет 0,01 м/с. Основное Черноморское течение проходит в 12 км от берега.
Количество солнечных дней в году — 230. Средняя дневная температура воздуха в июле — 28,6 градусов Цельсия, температура воды в августе — 27 градусов (в отдельные годы — выше). Температура воды в октябре, в среднем — 19,2 градуса. Зимой температура воздуха составляет от 2 до 15 градусов тепла, редко опускается ниже нуля, температура воды не бывает ниже 8 градусов Цельсия.

## История
Данная местность освоена человеком с глубокой древности. В начале 1 тысячелетия нашей эры она входила в Синдское, а потом в Боспорское царства.
По обе стороны ущелья Широкой Балки, на протяжении 4-5 км от моря находили следы древних греческих поселений, относящихся к первым векам, а также осколки пифосов, лакокрасочных амфор и другой керамики.

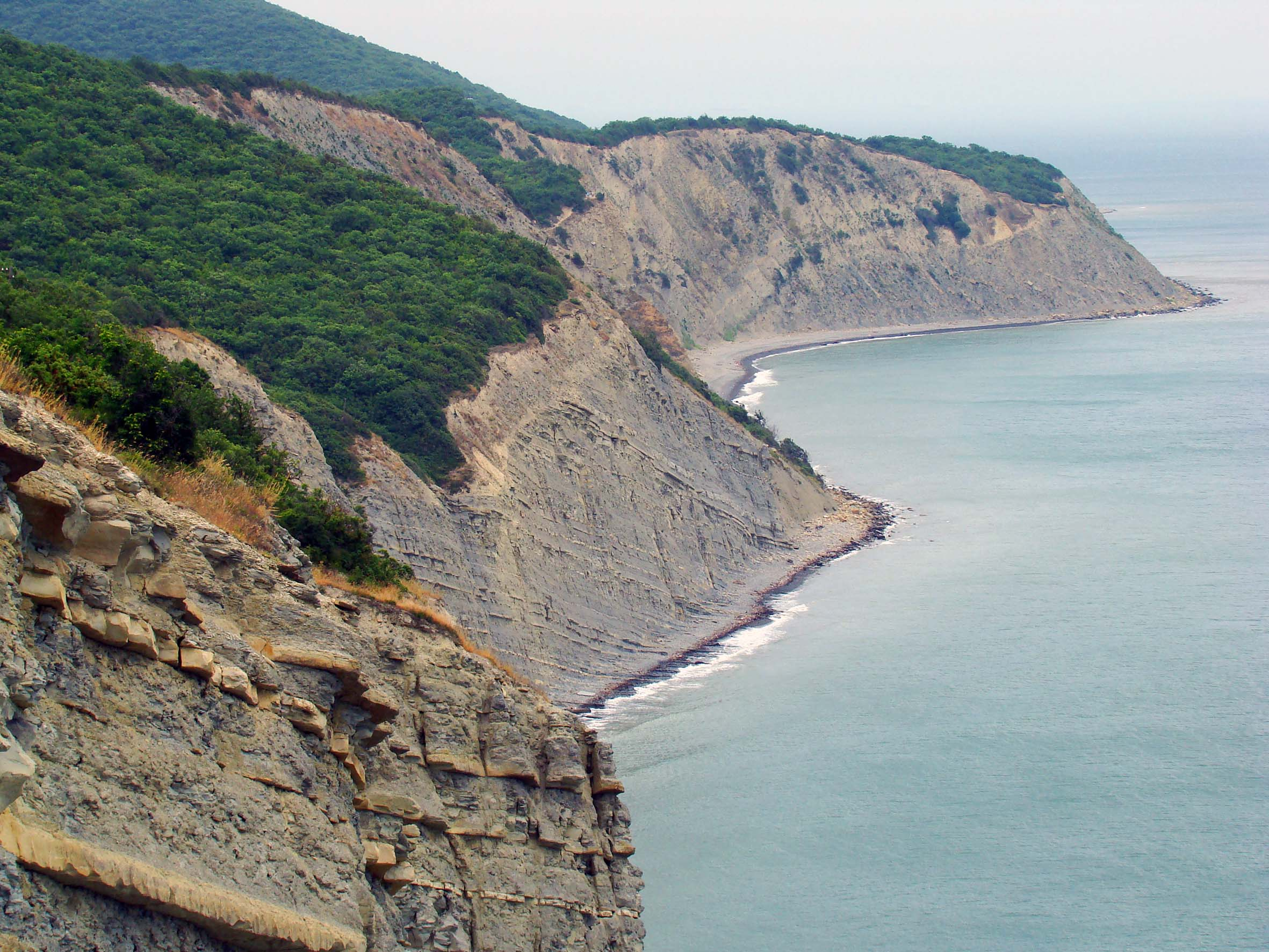
На переднем плане дикий пляж, на заднем плане — пляж базы отдыха «Прибой», Широкая Балка, Новороссийск

В 1898 году на землях помещика Кулешевича (в районе современной базы «Горный родник») была найдена античная бронза, в том числе знаменитый бюст боспорской царицы Динамии, бронзовый треножник, канделябр и ручка сосуда с головой Силена. М. И. Ростовцев, предполагал, что здесь некогда был древнегреческий храм.
В XIV—XV веках, недалеко от входа в ущелье располагалась генуэзская крепость. Она находилась несколько выше современного села. Сейчас это место поросло лесом.
В турецкий период эта местность была подвластна крепости Суджук-кале, а здешние земли вплоть до завершения Кавказской войны, принадлежали одной из адыгских обществ — шегакам (хегайкам).
На российских картах начала XX века в районе современной Широкой Балки обозначены поселения Амзай (центральная часть Широкой Балки), Катков (район базы отдыха «Прибой») и дачи в самом урочище Широкая Балка.
В 1908 году урочище в долине реки Чухабль было включено в реестр климатических курортов. В 1914 году было создано специальное общество для развития курорта «Широкая Балка». Уже тогда отмечались целебные особенности местного микроклимата — здесь находилась колония для больных московских детей.
После революции и гражданской войны это место обозначалось на картах как Дачи Широкая Балка. В 1942 году Широкую Балку заняли подразделения 125 румынской пехотной дивизии. В период боёв за Абрауский полуостров, Широкая Балка несколько раз переходила из рук в руки.
По административно-территориальному делению 1955 года Широкая Балка была селом, входившим в Анапский район и подчинённым сельсовету села Глебовка (7 км от Новороссийска).
Строительство современных баз отдыха началось в 1969 году. Первой базой, которая появилась здесь, была база отдыха «Чайка» Новороссийского автокомбината, построенная непосредственно возле пляжа, на южном склоне горы Амзай.
Для строительства домов на базах в ущелье была использована пойма реки Чухабль. Для реки в нескольких местах было проложено новое русло, частично ручей пустили по канализационным трубам. В 1975 году совместными усилиями городских предприятий была проложена асфальтированная дорога и к 1990 году здесь уже был известный курорт.
В 2002 году природные катаклизмы, поразившие Юг России и Европы, коснулись также и Широкой Балки. В ущелье Широкой Балки прошел мощный селевой паводок, смывший базы, построенные в пойме реки Чухабль. Имелись человеческие жертвы, однако основная часть Широкой Балки тогда не пострадала.
Наводнение в Широкой Балке в августе 2002 года было одним из многочисленных наводнений, охвативших Юг России летом 2002 года. Незадолго до этого, в июне-июле 2002 года, из-за селей и подъёма воды реках, на Юге России погибло 114 человек.
8 августа 2002 года в ущелье Широкой Балки, по бывшему руслу реки Чухабль прошёл селевой паводок, шириной от 50 до 100 метров и глубиной до 6 метров. Паводок снёс или разрушил построенные в пойме реки здания и инфраструктуры баз отдыхов, в том числе и сооружения выполненные из кирпича. В море было выброшено более 30 автомобилей, включая пустые пассажирские автобусы. Несколько десятков человек было унесено в море, погибло около 40 человек.
С точки зрения селеобразования паводок в Широкой Балке был стандартным — дополнительная вода, которая пронеслась в потоке, была накоплена в предыдущие дни в почве и в верхних рыхлых слоях породы на общей площади 20 квадратных километров. После начала ливня начался лавинообразный процесс схода почвы, вместе с накопленной водой, в щели, а затем в ущелье.
После 2002 года в Широкой Балке были построены новые объекты отдыха, перестроена набережная. Была открыта часовня Святителя Алексея.

## Население
| 2002 | 2010 |
| ---- | ---- |
| 144  | ↘105 |

## Инфраструктура

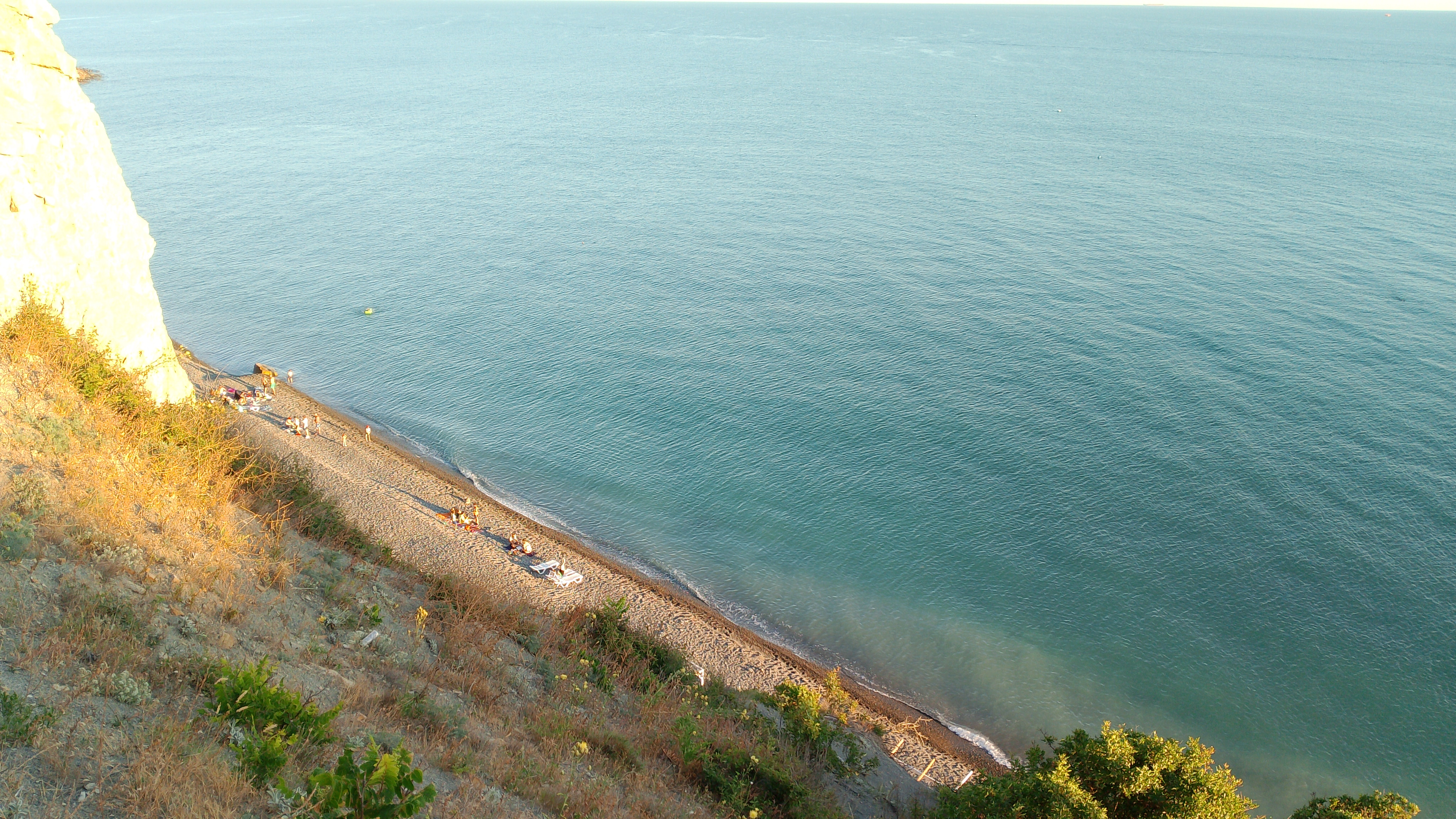
Вид на море от пансионата «Прибой»

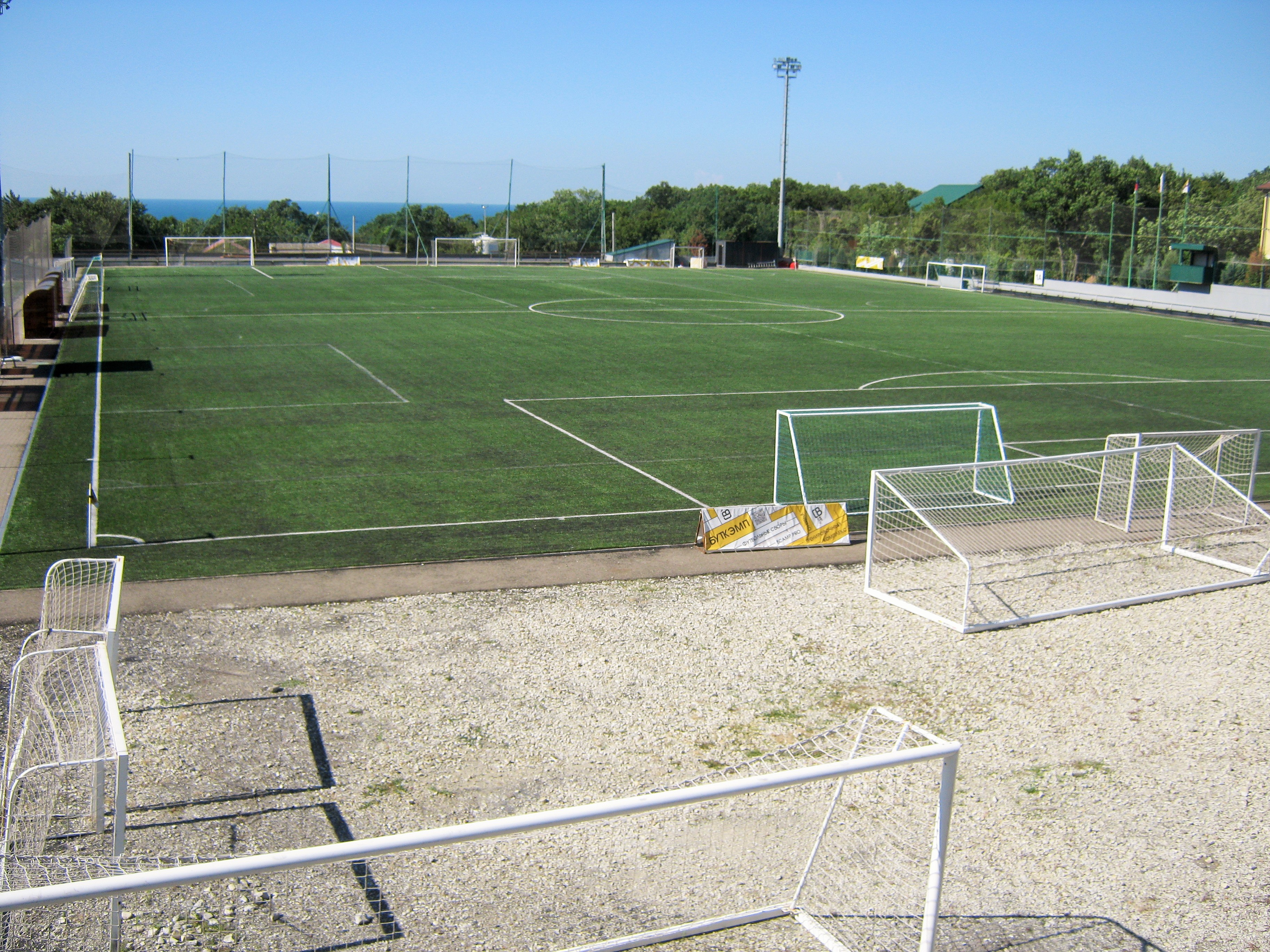
Спортивная база «Буткэмп»

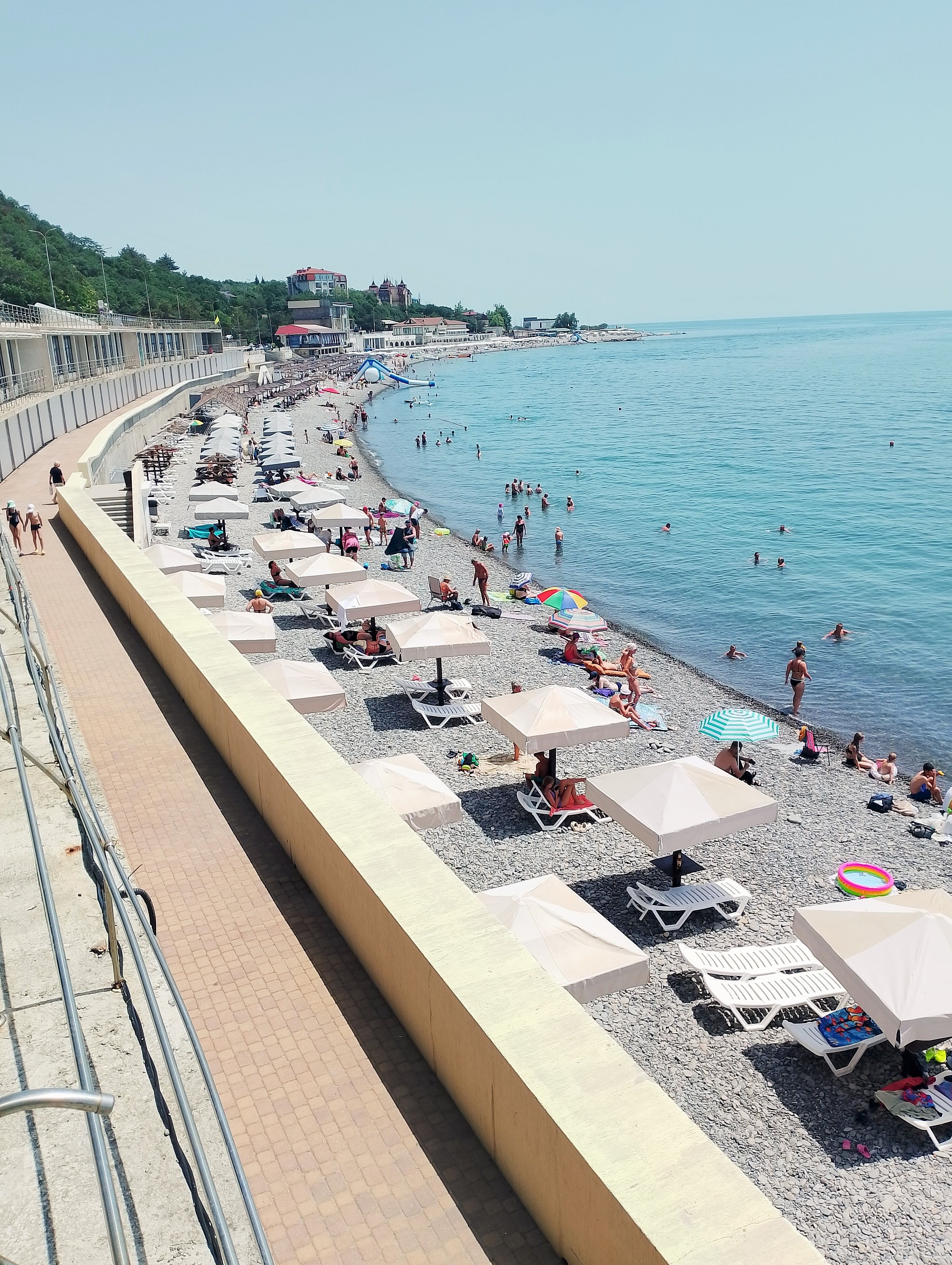
Пляж «Широкая Балка»

Населённый пункт является частью курортно-санаторного комплекса города Новороссийск. Здесь расположено более 40 баз отдыха, санаториев и гостиниц.
Ежегодно Широкую Балку посещает от 150 до 170 тысяч человек. Базы отдыха и гостиницы могут принять одновременно 20 тысяч человек. Большинство баз отдыха работает только в летнее время. Промышленные или сельскохозяйственные предприятия отсутствуют.
Базы отдыха:
- Панорама[7]
- Белая акация
- Бирюза
- Волна
- Голубой факел
- Горизонт
- Горный родник
- Диана
- Дионис
- Жемчужина
- Жемчужина моря
- Зелёная роща
- Ивушка
- Усадьба Петрович
- Кубань
- Лаванда
- Лесная гавань
- Лесная горка
- Лесная поляна
- Лесная сказка
- Лукоморье
- Металлист
- Метроклуб
- Надежда
- Огонек
- Озон
- Океан
- Прибой
- Респиратор
- Ромашка
- Садко
- Ставрополец
- Стрела
- Тополек
- Усадьба Федорова
- Цементник
- Чайка
- Черномор
- Черномор-Лагуна
- Якорь

Дачные и садоводческие товарищества
- Днт Водолей
- Снт Лесовод
- Днт Полянки
- Снт Двуречье

## Общественная жизнь
На базах Широкой Балки регулярно проводятся различные российские и международные конференции, касающиеся разных областей науки. Наиболее известны:
- V Международная научно-практическая конференция «Информационные технологии в гуманитарном образовании» им. Т. П. Сарана, июнь 2012.
- Всероссийская научная конференция с международным участием «Культурно-познавательный туризм Юга России как стратегический ресурс укрепления российской государственности». 5 — 7 июня 2013 года, база ДОК «Лукоморье».
- Всероссийская научная конференция «Культура народов Юга России: политика, институты, практики», 11-12 сентября 2012 года.
- VI Кубанская международная археологическая конференция. Сентябрь 2013 года. Присутствовало более 160 археологов из России, Абхазии, Грузии, Украины, Казахстана, Греции, Германии и Великобритании.